# Heartbreak Hotel (Whitney-Houston-Lied)
Heartbreak Hotel ist ein Lied der US-amerikanischen Sängerin Whitney Houston, in Zusammenarbeit mit Faith Evans und Kelly Price, das im November 1998 erschien.

## Entstehung und Veröffentlichung
Geschrieben und produziert wurde das Lied gemeinsam von Kenneth Karlin und Carsten Schack. Beim Schreibprozess erhielten die beiden Unterstützung durch Tamara Savage.
Die Erstveröffentlichung von Heartbreak Hotel erfolgte am 16. November 1998 als Teil von My Love Is Your Love bei Arista Records, dem vierten Studioalbum von Whitney Houston. Am 15. Dezember 1998 erschien das Lied erstmals als Single. Diese erschien als 2-Track-CD-Single mit zwei verschiedenen Versionen des Liedes (Katalognummer: 74321655232).

## Liveauftritte
Erstmals sang Whitney Houston Heartbreak Hotel in der Rosie O’Donnell Show am 23. November 1998. Houston sang das Lied zusammen mit Faith Evans und Kelly Price, um ihr neues Album My Love Is Your Love zu promoten. Houston, Evans und Price sangen das Lied auch bei den 9. Billboard Music Awards am 7. Dezember 1998 zusammen. Im Februar 1999 sang Whitney das Lied alleine in der französischen TV-Sendung Les Années Tube, die am 5. März 1999 ausgestrahlt wurde. Einen Überraschungsauftritt machte Houston am 27. Juni 1999, als sie in New York City bei der 13. Annual New York City Lesbian & Gay Pride Dance eine Remixversion von Heartbreak Hotel zusammen mit It’s Not Right But It’s Okay sang. Ein kurzer Clip von Houstons Auftritt auf dem Event wurde am 21. Juli 1999 im amerikanischen Musiksender MTV ausgestrahlt.
Außerdem sang Houston das Lied im Jahr 1999 bei jedem Konzert während ihrer My Love Is Your Love World Tour. Ein Konzert der Tournee wurde am 22. August 1999 live im polnischen TV-Sender TVP1 ausgestrahlt. Heartbreak Hotel sang Houston auch 2004 auf ihrer Soul Divas Tour und sie sang es beim Live & Loud Music Festival in Kuala Lumpur, Malaysia am 1. Dezember 2007.

## Rezeption

### Rezensionen
Das Billboard lobte das Lied und schrieb: „[It’s] a highly effective setting for Houston, who wears her emotions on her sleeve and serves up one of the most effective performances on the album. Price and Evans sell themselves grandly as empathetic sisters alongside their pained friend, soaring with emotion and helping keep the timeless artist identifiable to a new generation of R&B fans. Of course, R&B radio will give this a hug in an instant. It’s nice to see Houston on track, leaning away from the syrup and juicing up for the real deal here.“

### Preise und Nominierungen
Heartbreak Hotel war bei den MTV Video Music Awards 1999 in der Kategorie Best R&B Video nominiert. Bei den 10. Billboard Music Awards am 8. Dezember 1999 wurde das Lied als „R&B Single of the Year“ ausgezeichnet und war für zwei Grammys in den Kategorien Best R&B Performance by a Duo or Group with Vocal und Best R&B Song bei den Grammy Awards 2000 am 23. Februar 2000 nominiert. Für das Lied wurde Houston auch mit einem NAACP Image Award for Outstanding Female Artist am 6. April 2000 ausgezeichnet. Bei den 6. Blockbuster Entertainment Awards am 9. Mai 2000 war das Lied als Favorite Single nominiert. Am 16. Mai 2000 gewann das Lied einen Broadcast Music Incorporated (BMI) Pop Award.

## Kommerzieller Erfolg

### Chartplatzierungen
Heartbreak Hotel stieg am 26. Dezember 1998 in den US-amerikanischen Billboard Hot 100 auf Platz 84 ein, ohne jedoch als Single veröffentlicht zu sein. In der ersten Woche nach der Veröffentlichung als Single sprang das Lied von Platz 55 auf Rang 29. Nach sechs Wochen erreichte das Lied Platz 2. 1999 platzierte es sich auf Rang vier der US-amerikanischen Single-Jahrescharts. Darüber hinaus erreichte das Lied mit Rang sieben ebenfalls die Top 10 in Frankreich.
| ChartsChartplatzierungen       | Höchstplatzierung | Wochen |
| ------------------------------ | ----------------- | ------ |
| Deutschland (GfK)              | 61 (4 Wo.)        | 4      |
| Schweiz (IFPI)                 | 77 (5 Wo.)        | 5      |
| Vereinigte Staaten (Billboard) | 2 (28 Wo.)        | 28     |
| Vereinigtes Königreich (OCC)   | 25 (9 Wo.)        | 9      |

| ChartsJahrescharts (1999)      | Platzierung |
| ------------------------------ | ----------- |
| Vereinigte Staaten (Billboard) | 4           |

### Auszeichnungen für Musikverkäufe
In den Vereinigten Staaten wurde das Lied am 26. Juni 2025 für über zwei Millionen Verkäufe mit Doppel-Platin geehrt.
| Land/Region               | Auszeichnungen für Musikverkäufe (Land/Region, Auszeichnung, Verkäufe) | Verkäufe  |
| ------------------------- | ---------------------------------------------------------------------- | --------- |
| Vereinigte Staaten (RIAA) | 2× Platin                                                              | 2.000.000 |
| Insgesamt                 | 2× Platin ·                                                            | 2.000.000 |

Hauptartikel: Whitney Houston/Auszeichnungen für Musikverkäufe